# Castellana 81
Il Castellana 81 (precedentemente noto come Torre BBVA, o, in inglese, BBVA Tower) è un grattacielo di 107 m a Madrid, in Spagna, all'interno del distretto finanziario dell'AZCA, ed è attualmente il quartier generale della società Madrid HQ. È stato progettato dall'architetto spagnolo  Francisco Javier Sáenz de Oiza, che ha vinto la gara privata nel 1971, convocata dal Banco de Bilbao, oggi BBVA. Fu costruito tra il 1979 e il 1981.
È uno dei monumenti architettonici più importanti di Madrid, incluso nella lista del Bien de Interés Cultural della Comunità di Madrid, e ha un sorprendente colore ocra, più intenso col passare del tempo a causa dell'ossidazione della sua facciata in acciaio. Ha un pavimento rettangolare (1.200 m2 per piano) con angoli arrotondati, e la facciata è realizzata in vetro continuo e acciaio, consentendo viste esterne da ogni punto. 
La sua costruzione ha incontrato molte sfide tecniche, di cui la più difficile è stata letteralmente la costruzione del tunnel ferroviario.
Nel 2007 la banca lo ha venduto alla società immobiliare Gmp, sebbene occupi ancora l'edificio.

## Inquilini
L'edificio è occupato dai seguenti inquilini (tra gli altri):
- Teka, ditta tedesca[3]
- Hays, società di reclutamento[4]
- Savills Aguirre Newman[5]
- Grant Thornton, società di servizi professionali (revisione contabile, fiscale, legale, consulenza, energia)[6]
- Kairós Digital Solutions, boutique tecnologica specializzata in sviluppo software, UX e DevOps[7]